# (18132) Spector
(18132) Spector est un astéroïde de la ceinture principale.

## Description
(18132) Spector est un astéroïde de la ceinture principale. Il fut découvert par John Broughton le 30 juillet 2000 à l'observatoire de Reedy Creek. Il présente une orbite caractérisée par un demi-grand axe de 2,29 UA, une excentricité de 0,182 et une inclinaison de 2,8° par rapport à l'écliptique.
Il fut nommé en hommage au producteur et parolier américain et new-yorkais Phil Spector (né en 1939 et décédé en 2021).

## Compléments